# André Salmon

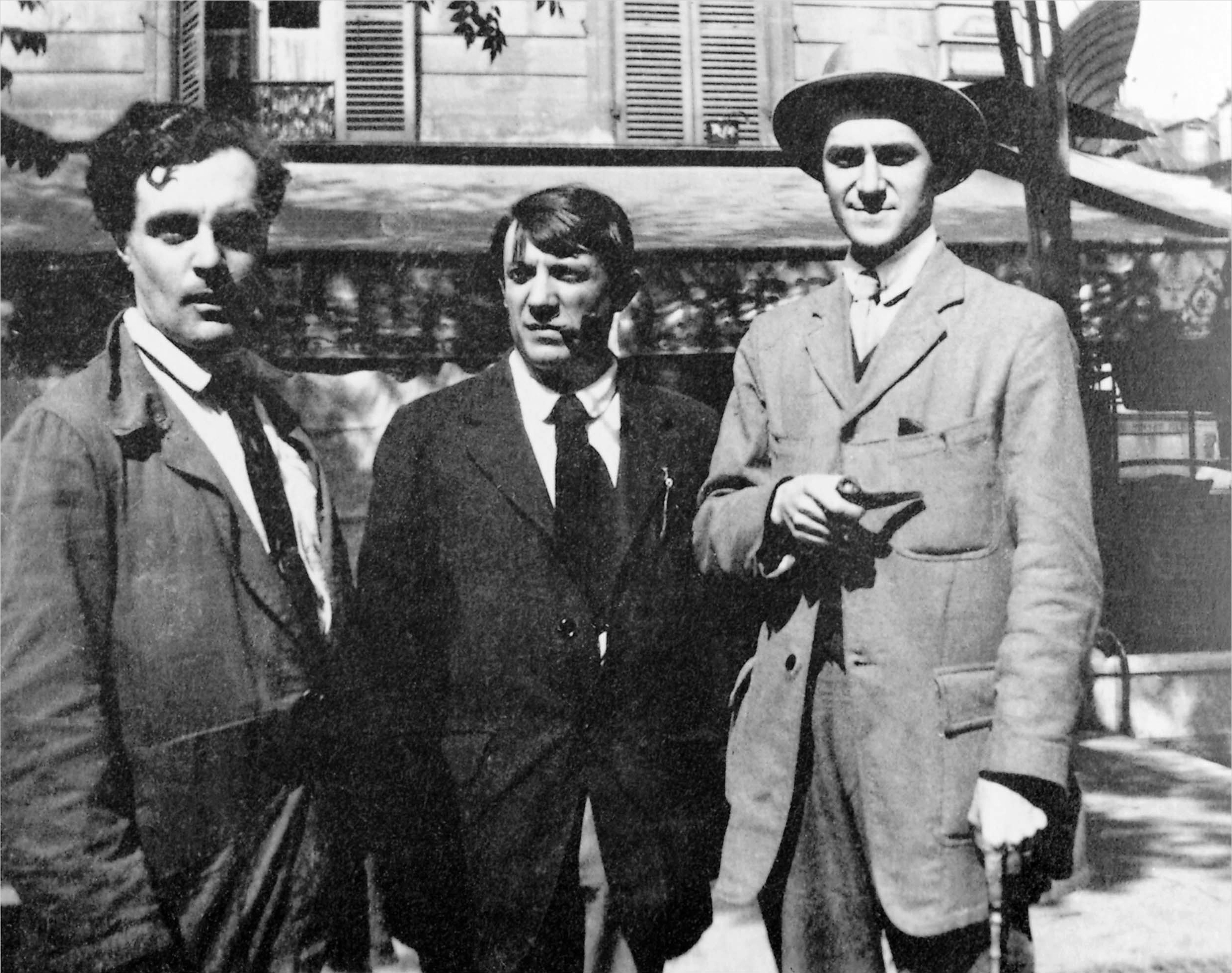
Modigliani, Picasso e André Salmon em frente ao Café de La Rotonde, 1916

André Salmon (Paris, 4 de outubro de 1881 - Sanary-sur-Mer, 12 de março de 1969) foi um poeta, escritor e crítico de arte francês, amigo íntimo de Guillaume Apollinaire e defensor do cubismo. Foi integrante do grupo formado desde 1905, quando Pablo Picasso reuniu-se a poetas e pintores, incluindo os dois amigos citados, Jean Cocteau, Blaise Cendrars e Pierre Reverdy, que passaria a ser conhecido como o grupo dos artistas cubistas a partir de 1909, na pintura, e 1917, na literatura.
Foi agraciado no ano de 1964 com o "Grande Prêmio de Poesia" da Academia Francesa.

## Trabalhos

### Poesia
- Poèmes, Vers et prose, 1905
- Féeries, Vers et prose, 1907
- Le Calumet, Falque, 1910
- Prikaz, Paris, Éditions de La Sirène, 1919
- C'est une belle fille! Chronique du vingtième siècle, Albin Michel, 1920
- Le Livre et la Bouteille, Camille Bloch ed., 1920
- L'Âge de l'Humanité, Paris, Gallimard, 1921
- Ventes d'Amour, Paris, À la Belle Édition, chez François Bernouard, 1922
- Peindre, Paris, Éditions de la Sirène, 1921
- Créances 1905–1910 (Les Clés ardentes. Féeries. Le Calumet). Paris, Gallimard, 1926
- Métamorphoses de la harpe et de la harpiste, ed. Cahiers Libres, 1926
- Vénus dans la balance, Éditions des Quatre Chemins, 1926
- Tout l'or du monde, Paris, Aux éditions du Sagittaire, chez Simon Kra, coll. Les Cahiers nouveaux, n. 36, 1927
- Carreaux 1918–1921 (Prikaz. Peindre. L'Âge de l'Humanité. Le Livre et la Bouteille), Paris, Gallimard, 1928
- Saints de glace, Paris, Gallimard, 1930
- Troubles en Chine, René Debresse ed., 1935
- Saint André, Paris, Gallimard, 1936
- Odeur de poésie, Marseille, Robert Laffont, 1944
- Les Étoiles dans l'encrier, Paris, Gallimard, 1952
- Vocalises, Paris, Pierre Seghers, 1957
- Créances, 1905–1910, seguido pela Carreaux 1918–1921, Paris, Gallimard, 1968
- Carreaux et autres poèmes, prefácio de Serge Fauchereau, Paris, Poésie/Gallimard, 1986

### Livros e contos
- Tendres canailles, Paris, Librairie Ollendorff, 1913, 3 Paris, Gallimard, 1921
- Monstres choisis, Paris, Gallimard, 1918
- Mœurs de la Famille Poivre, Geneva, ed. Kundig, 1919
- Le Manuscrit trouvé dans un chapeau, Société littéraire de France, 1919, e Paris, Stock, 1924
- La Négresse du Sacré-Cœur, Paris, Gallimard, 1920, 2009
- Bob et Bobette en ménage, Paris, Albin Michel, 1920
- C'est une belle fille, Paris, Albin Michel, 1920
- L'Entrepreneur d'illuminations, Paris, Gallimard, 1921
- L'Amant des Amazones, ed. la Banderole, 1921
- Archives du Club des Onze, Nouvelle Revue Critique, 1924
- Une orgie à Saint-Pétersbourg, Paris, edições ux de Sagittaire, em Simon Kra, La Revue européenne, n. 13, 1925
- Comme un homme, Eugène Figuière Éditeurs
- Noces exemplaires de Mie Saucée, Henri Paul Jonquières
- Le Monocle à deux coups, Paris, Jean-Jacques Pauvert, 1968

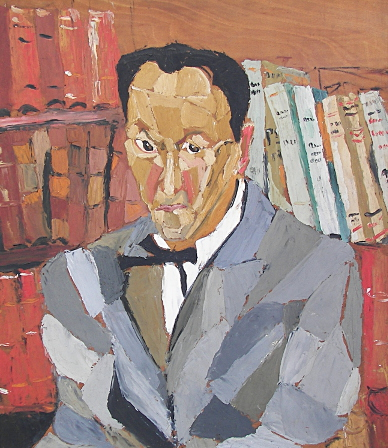
Retrato de Salmão, de Josette Bournet, c.1947

### Críticas, ensaios, memórias
- La Jeune Peinture française (Incluindo Histoire anecdotique du cubisme), Paris, Albert Messein, 1912, Collection des Trente
- Histoires de Boches, com desenhos de Guy Dollian. Paris, Société littéraire de France, 1917
- La Jeune Sculpture française, Paris, Albert Messein, 1919, Collection des Trente
- L'Art vivant, Paris, Georges Crès, 1920
- Propos d'atelier, Paris, Georges Crès, 1922
- La Révélation de Georges Seurat, Brussels, ed. Sélection, 1921
- Cézanne, Paris, Stock, 1923
- André Derain, Paris, Gallimard, 1924
- Modigliani, Les Quatre chemins, 1926
- Kisling, Éditions des Chroniques du Jour, 1927
- Henri Rousseau, dit le Douanier, Paris, Georges Crès, 1927
- Émile Othon Friesz, Éditions des Chroniques du Jour, 1927
- Chagall, Éditions des Chroniques du Jour, 1928
- L'Art russe moderne, Éditions Laville, 1928
- Léopold-Lévy, Éditions du Triangle
- Ortiz de Zarate, Éditions du Triangle
- Picasso, Éditions du Triangle
- L'érotisme dans l'art contemporain, ed. Calavas, 1931
- Le Drapeau noir, 1927
- Léopold Gottlieb, 1927
- Voyages au pays des voyantes, Paris, Éditions des Portiques
- Le Vagabond de Montparnasse: vie et mort du peintre A. Modigliani, 1939
- L'Air de la Butte. Souvenirs sans fin, Paris, Les Éditions de la Nouvelle France, 1945
- Paris tel qu'on l'aime, préface de Jean Cocteau, collectif, 1949
- Souvenirs sans fin, 3 volumes:
  - Première époque (1903–1908), Paris, Gallimard, 1955
  - Deuxième époque (1908–1920), Paris, Gallimard, 1956
  - Troisième époque (1920–1940), Paris, Gallimard, 1961
- Le Fauvisme, Paris, ed, Aimery Somogy-Gründ, 1956
- La Vie passionnée de Modigliani, 1957
- La Terreur noire, Paris, Jean-Jacques Pauvert, 1959. L'Échappée, 2008
- Claude Venard, 1962
- Henri Rousseau, 1962
- Baboulène, 1964
- Modigliani le roman de Montparnasse, 1968
- À propos de Marc Chagall, 2003

### Teatro
- Natchalo (com René Saunier), encenação Henri Burguet, 7 de abril de 1922, Théâtre des Arts
- Deux hommes, une femme (com R. Saunier)
- Sang d'Espagne (com R. Saunier)